# ツクダ式
ツクダ式（ツクダしき）は、ルービックキューブの解法の一つ。ツクダ法ともいわれる。
この他の解法としては、Layer By LayerやCF（コーナー・ファースト）などがある。ルービックキューブを完全に揃えるまでの時間を競うスピードキュービングにおいてはLBLが最もポピュラーな解法となっているが、ツクダ式はこの方法と比べて暗記しなければならないパターン数が少ないので初心者に向いている。LBLと比べると揃えるまでにかかる時間は長くなるが、熟練すればツクダ式でも1分以内に揃えることも可能となる。
名前の由来は、ルービックキューブの日本での公式販売元であるツクダオリジナルから（2008年現在の販売元はメガハウス）。製品に付属していた冊子に記載されていた解法がこのツクダ式である。現在販売されているメガハウスのルービックキューブでは、LBLによる解説書が同梱されている。

## 完成までの流れ
ルービックキューブに関する用語については、ルービックキューブの項を参照されたい。

### 完全一面の完成
まず揃える色を1つ選ぶ。ここでは青とする。青のセンターキューブのある面に青い色を集め、完全一面を完成させる。完全一面を完成させるとは、つまり青の色を含むコーナーキューブとエッジキューブを全て正しい位置と向きにすることを表すので、青の面の他にその段の回りも色も揃うことになる。コーナーキューブから揃えるパターンとエッジキューブから揃えるパターンがあるが、ツクダ式として紹介されているのはコーナーキューブから揃えるパターンであり、このステップで覚えるべきパターンは5つある。なお、エッジキューブから揃えるパターンはLBLの入門として使われることが多い。

### 完全二面の完成
さきほど揃えた完全一面の反対側の面を揃える。まずコーナーキューブの位置を合わせ（覚えるべきパターンは1つ）、続いて向きを揃える（ここでも覚えるべきパターンは1つ）。
続いてエッジキューブを揃えれば完全二面が完成することになる（覚えるべきパターンは2つ）。

### 中段を揃える
あとは中段のエッジキューブを揃えればいい。まずは位置を揃え（覚えるべきはパターンは1つ）、つづいて「ルービックス・マヌーバー」と呼ばれる手法によって向きを揃える。これで6面が完成したことになる。